# B. Kopp Judit
B. Kopp Judit (Budapest, 1943. július 19. – Budapest, 1995. április 7.) szobrászművész.

## Élete, munkássága
Édesanyja Waigand Ilona, édesapja Dr. Kopp Jenő művészettörténészek.
Tanulmányait Budapesten és Firenzében végezte. Mesterei Matczon Frigyes, Győry Dezső, Pleidell János és Emilio Granaci voltak.
Kákay Szabó Györgytől restaurálást és emellett faszobrászatot tanult. Szakmai gyakorlatot folytatott a budapesti Szépművészeti Múzeumban, Németh Kálmán szobrász és restaurátor által vezetett műteremben.
Főleg fából készült szobrokat készített, de jelentős mennyiségű terrakotta és bronzplakett munkája is készült. Művei túlnyomórészt a szakrális művészet körébe sorolhatók, több esetben a „Biblia Pauperum” korszerű felelevenítése. 
Profán témájú szobrai is az alapvető emberi igazságok, a jóság és harmónia szoborba öntött megjelenítései.
1969-ben mutatkozott be a római „Magyar Egyházi Kultúra” címmel megrendezett Magyar Egyházművészeti kiállításon, a tizenkét apostol megannyi különböző karaktert formázó, egyenként elkészített fából faragott szobrainak bemutatásával.
1976-tól a Művészeti Alap tagja, majd 1989-ben megkapta a Molnár C. Pál díjat.
Számos egyéni és csoportos kiállításon vettek részt művei Magyarországon és külföldön.
Magyarország több mint harminc templomában látható liturgikus térkialakításait adó oltár;  ambó, tabernákulum alkotásai egyfajta „állandó kiállításnak” tekinthetőek. A templomokban láthatóak a keresztút stáció jeleneteit ábrázoló táblaszobrai, bibliai jeleneteket és szentek alakjait megjelenítő szobrai, és reliefjei.
Műveinek reprodukciói számos egyházi kiadványt is illusztrálnak.
Alkotótársa férje, Bittsánszky Géza villamosmérnök-közgazdász volt.

## Főbb alkotásai
Dokumentált műveinek weboldala
Liturgikus terek, stációsorozatok
Abaújszántó római katolikus plébániatemplom: liturgikus tér
Balatonfüred római katolikus plébániatemplom (vörös templom): liturgikus tér, régi szószéken reliefek
Baracska római katolikus plébániatemplom: oltár, ambó
Budapest Békásmegyeri Szt. Özséb templom: liturgikus tér
Budapest VIII. kerület Rókus-kápolna: liturgikus tér, úrsírkorpusz
Budapest XI. kerület Boldogasszony-kápolna; liturgikus tér, stációsorozat, szentek szobrai
Budapest I. kerület  Szt. Anna római katolikus plébániatemplom: stációsorozat
Budapest XX. kerület Magyarok Nagyasszonya plébániatemplom: stációsorozat
Csesztreg római katolikus plébániatemplom: liturgikus tér, stációsorozat
Dávod plébániatemplom: oltár
Fehérvárcsurgó római katolikus plébániatemplom: oltár, stációsorozat, szentek szobrai
Harta római katolikus plébániatemplom: liturgikus tér, relief - Jézus megkeresztelkedése
Körmend római katolikus: stációsorozat
Mérk római katolikus plébániatemplom: liturgikus tér
Miskolc, Avas-Déli Isteni Ige Jezsuita templom: stációsorozat
Nagykanizsa, Kiskanizsai római katolikus plébániatemplom: liturgikus tér
Olaszfa római katolikus plébániatemplom: liturgikus tér
Páka-Kissziget Iskolakápolna: liturgikus tér
Pere római katolikus plébániatemplom: liturgikus tér, terrakotta stációsorozat, magyar szentek reliefjei
Pilisszentlászló Szűz Mária bemutatása kápolna: Keresztút-sorozat, Szűz Mária-szobor
Sopron, Orsolyák temploma: stációsorozat
Szabadbattyán római katolikus plébániatemplom: liturgikus tér, Feltámadás-szobor, Betlehem
Törökkoppány római katolikus plébániatemplom: stációsorozat
Zalaszentbalázs római katolikus plébániatemplom: liturgikus tér
Szobrok, relifek
Budapest VIII. kerület Krisztus Király Kápolna: Keresztelő-kút
Budapest VIII. kerület Patrona Hungariae Gimnázium: Patrona Hungariae-szobor
Budapest XI. Szent Gellért Bencés tanulmányi ház: korpusz
Budapest XI. kerület Szent Imre-ház: Madonna (bronz), tabernákulum
Budapest XII. kerület Városmajori római katolikus plébániatemplom: Szt. Rita-szobor
Budapest XII. kerület Jókai Mór Általános Iskola: Jókai-szobor
Budapest XIII. kerület Pozsonyi úti kápolna: Szt. Antal-szobor
Budapest XIV. kerület Rózsafüzér Királynéja domonkos templom: feszület
Budapest XIV. Rákosfalvi plébániatemplom: Szűz Mária- és Szent Antal szobrok
Budapest XXII. Nagytétényi plébániatemplom: áldozati tál
Eger, Székesegyház: Feltámadt Krisztus
Balatonboglár római katolikus plébániatemplom: Szt. Rita szobor
Balatonöszöd római katolikus plébániatemplom: Szt. Imre szobor
Fonyódligeti-kápolna: reliefek  - a tenger lecsendesítése; Kánai menyegző
Gödöllő kápolna: tabernákulum
Ináncs római katolikus plébániatemplom: Hősi halottak emléktáblája
Jánoshalma római katolikus plébániatemplom: Belon Gellért püspök emléktáblája
Káptalanfa római katolikus plébániatemplom: feszület
Kövegy római katolikus plébániatemplom: magyar szentek szobrai
Pannonhalmi Apátság:  Szent Benedek szobor, relifek - Betlehem, Zoárd és Benedek zoborhegyi remeték
Pécs, Székesegyházi kripta: Belon Gellért püspök síremléke
Szombathely római katolikus plébániatemplom: Szt. Rita-relief
Tahitótfalu plébánia homlokzat: Szent István felajánlja a koronát-relief
Tatabánya-Óváros római katolikus plébániatemplom: Szent István-relief, gyertyatartó

## Kiállításainak jegyzéke
- 1967. Budapest (József Attila Művelődési Ház) – kollektív
- 1967. Brüsszel  – kollektív
- 1967. Róma  – kollektív
- 1969. Budapest (Hittudományi Akadémia) – kollektív
- 1980. Budapest (Semmelweis Orvostudományi Egyetem) – egyéni
- 1980. Budapest (Mezőgazdasági Múzeum) – kollektív
- 1987. Balatonboglár (Kék Kápolna) – Egyéni
- 1988. Veszprém (Modern Egyházművészeti Kiállítás) – Egyéni
- 1988. Budapest, Vigadó galéria
- 1988. Budapest (Adalbertiánum) – kollektív
- 1989. Tápiószentmárton – kollektív
- 1989. Budapest (Csontváry terem) – kollektív
- 1989. Budapest (Bartók Galéria) – kollektív
- 1990. Eger (Ifjúsági Ház) – egyéni
- 1990. Kiskunhalas (Művelődési Központ) – kollektív
- 1991. Szombathely (Képtár) – kollektív
- 1991. Budapest (Vigadó Galéria) – kollektív
- 1993. Versailles – egyéni
- 1994. Zalaegerszeg (Mecénás Galéria) – egyéni
- 1994. Csongrád (Csongrád Galéria) – egyéni
- 1994. Lakitelek – egyéni
- 1994. Esztergom (Keresztény Múzeum)

## Könyvek és kiadványok műveinek reprodukcióival

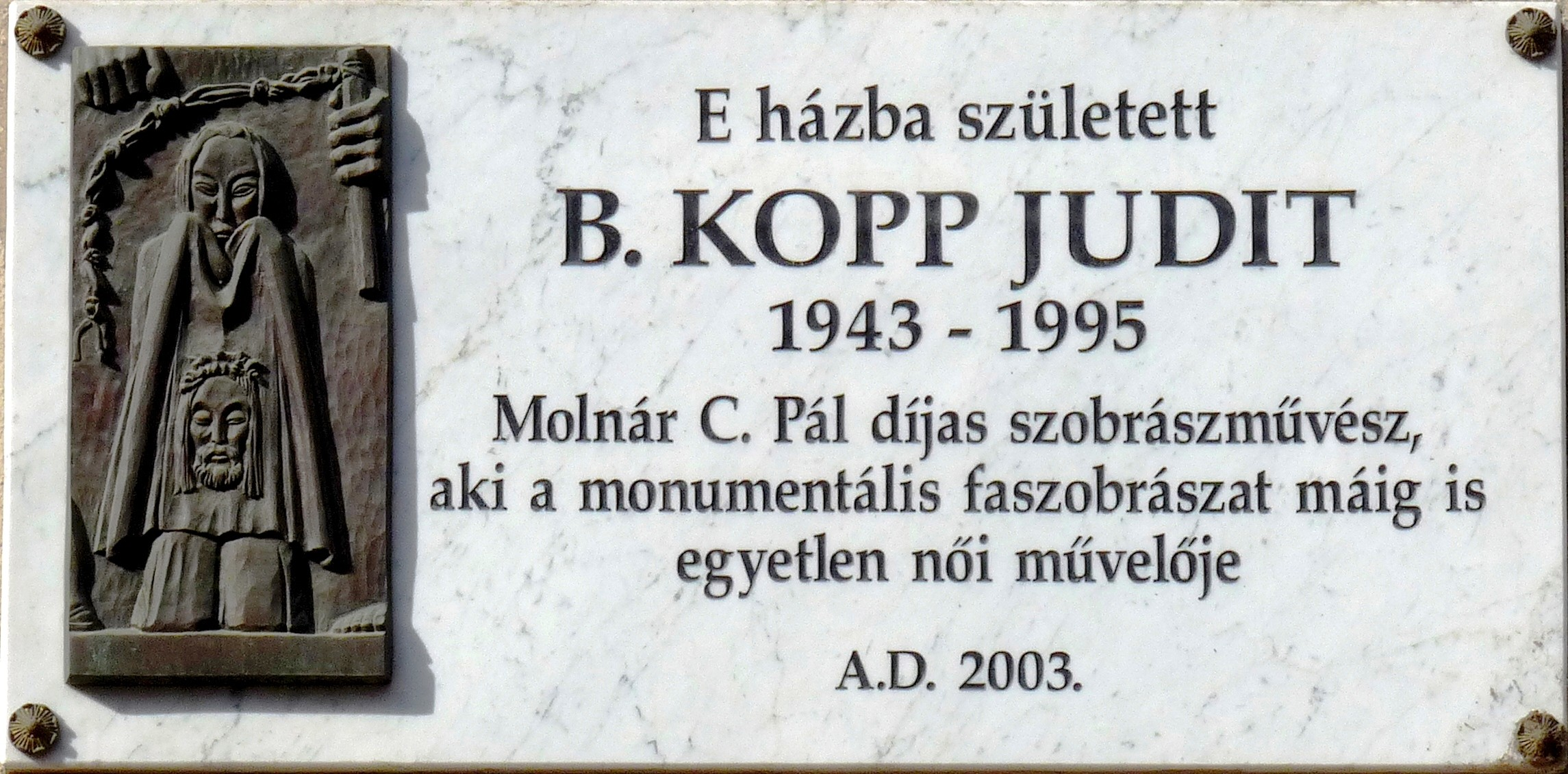
Emléktábla a szülőháza falán
(Budapest, VIII., Bródy Sándor utca 2.)

- Szabó Ferenc SJ: Életadó Lélek, Róma 1980.
- Hoffnung aus Leid – Kreuzwegmeditationen, Leipzig 1984.
- Roger testvér – Teréz Anya: Keresztút, Bécs 1986.
- Jean Vanier: Jézushoz megyek, Bécs 1986.
- Belon Gellért – B. Kopp Judit: Keresztutunk Jézussal az Egyházban, Joungtown Ohio – USA 1990.
- Szt. Márton Egyházmegyéje, Szombathely 1991.
- B. Kopp Judit  – Dr. Bolberitz Pál: És az Ige testé lőn, Budapest 1993.
- Tamás László: Szertartástan és egyháztörténelem, Budapest 1994.
- Süle András: Fiacskáim! Szeressétek egymást! Budapest, 1997.

A fentieken kívül az Új Ember c. hetilap, valamint az Igen, a Tál és a Kendő, és a Vigilia című folyóiratok rendszeresen közölték műveinek reprodukcióit, fényképeit.